# Petter Furuseth
Petter Furuseth Olsen (Tønsberg, 14 agosto 1978) è un calciatore norvegese, centrocampista dell'Husøy og Foynland.

## Carriera

### Club
Furuseth è nato a Tønsberg, a sud della capitale Oslo. Ha iniziato la carriera a sette anni, in una squadra locale chiamata Flint. Le sue performance da adolescente gli hanno fatto guadagnare nove convocazioni nelle Nazionali giovanili della Norvegia.
Subito dopo aver compiuto diciotto anni, Furuseth si è trasferito in quello che è considerato l'orgoglio della città, l'Eik-Tønsberg, militante nel terzo livello del calcio norvegese. Il suo talento non è stato notato, però, fino al 2000, quando il Brann ha fatto un'offerta per il suo cartellino. Nel 2001, quindi, ha potuto debuttare nel massimo livello del campionato norvegese. Nella prima stagione, ha siglato dieci reti in ventisei partite.
È rimasto al Brann per tre stagioni, finché la sua carriera non lo ha portato in Svezia, all'Örebro. Durante la prima metà del campionato 2004, Furuseth è diventato un'attrazione ed ha ottenuto le attenzioni dell'Hammarby. A settembre 2004, a causa dei pesanti debiti dell'Örebro, è stato ceduto proprio ai rivali dell'Hammarby. I suoi frequenti trasferimenti lo hanno reso impopolare tra i tifosi.
A Stoccolma, Furuseth è stato trasformato da attaccante ad ala destra. Ad ottobre 2006, ha scelto di lasciare l'Hammarby per far ritorno nel suo paese, con la speranza di conquistare un posto in Nazionale. Tuttavia, dopo essere tornato allo Stabæk, ha deciso di varcare nuovamente i confini norvegesi, per andare a giocare in Danimarca, scelta che lo ha resto impopolare anche tra i suoi ex compagni di squadra.
Dopo le esperienze con Viborg e Midtjylland, ha annunciato il ritiro dal calcio giocato ad agosto 2008. Cinque mesi dopo, però, ha cambiato idea ed ha effettuato il ritorno in campo, firmando un contratto biennale con il Lyn Oslo.
Dopo sole due apparizioni nella Tippeligaen fu prestato all'Assyriska, con cui collezionò cinque presenze. Tornò poi al Lyn, ma il fallimento della società a metà 2010 lo lasciò senza contratto: si accordò così con l'Hammarby, tornando nuovamente in Svezia.
Il 17 febbraio 2012 firmò un contratto con il Moss. Nel corso dello stesso anno, fece ritorno all'Eik-Tønsberg, per cui giocò 5 partite e segnò 2 reti. L'anno seguente, diventò allenatore-giocatore dello Husøy.